# توماس کامن
توماس کامن (به انگلیسی: Thomas Common) ‏(۱۸۵۰ - ۱۹۱۹)، مترجم و منتقد، که چندین کتاب نیچه را به زبان انگلیسی ترجمه کرده‌است.
اطلاعات کمی در مورد زندگینامه او وجود دارد، با این‌حال می‌دانیم که او یک محقق بسیارخوب، تحصیل کرده و باسواد بود که در منطقه کرستورفین، اسکاتلند زندگی می‌کرده.
در اواسط دهه ۱۸۹۰ او به پروژه‌ای به رهبری الکساندر تایل جهت ترجمه کامل آثار نیچه به زبان انگلیسی، پیوست. از ترجمه‌های این گروه می‌توان به ترجمه انگلیسی «چنین گفت زرتشت» اشاره کرد که در سال ۱۹۰۹ منتشر شد.